# Kőrösy László
 Kőrösy László (Kucsera László, Esztergom, 1856. június 27. – Dömös, 1918. április 26.) bölcseleti doktor és főreáliskolai tanár.

## Élete
Középiskoláit szülővárosában, az egyetemet Budapesten végezte. Bölcseletdoktori, s tanári vizsgát tett az irodalmi szakokból. 1880-ban házi tanár lett Odescalchi Gyula herceg családjánál; 1880-ban Kucsera családi nevét Kőrösire változtatta. 1882-ben Esztergom városa meghívta reáliskolájához tanárnak. 1892 szeptemberétől a budapesti V. kerületi állami főreáliskola tanára volt.

## Újságcikkei
Cikkei az Esztergomban (1878. 1-5. sz. Bayer Ferencz Bacsányi Jánosa, 12-15. szám, Gvadányi Rontó Pálja 30. sat. sz. Kazinczy Esztergomban 45. sz. Esztergom irodalmi történetünkben és könyvism.), a Figyelőben (V., VI. 1878-79. Szeder Fábián és levelei Guzmics Izidorhoz, Berzsenyi életrajza), Esztergom és Vidékében (1879. 24. sz. Majer István, 60. sz. Szilágyi Dezső, 1884. Salamon és Markalf irodalmi becse, 1886. Simor János, 1887. Deák Ferenczről, A tizedik esztendő, Esztergom és Vidékéről és könyvism.), Pesti Hirlapban (1880. beszély, 343., 344. sz. A legédesebb csók története), Képes Családi Lapokban (1881. elbeszélés), Pesti Naplóban (1882. 117. sz. Herczegprimás Simor, 1884. 342. sz. Seyler Károly karnagy életrajza), Ország-Világban (1884. István bácsi, Majer István életrajza, 1892. Arany János emléke); Szegedi Hiradóban (1883. 238. sz. A szegediek Szechényi Ferencze), Magyar Szalonban (1885. Bezerédi Gyula, 1886. Simor János, 1890. Esztergom), a Budapesti Hirlapban (1885. 258. sz. István bácsi, Majer István jubileuma, 1887. 320. sz. Meszlényi, 223. sz. A primás udvara), az esztergomi reáliskola Értesítőjében (1887. Az esztergomi reáliskola története), a Győri Hirlapban (1888. 26. sz. A volapük), a Pozsony-megyei Közlönyben (1888. 16. sz. Családi könyvtárak), a Fővárosi Lapokban (1888. 57. sz. Nemzeti Salon), a Kolozsvárban (1888. 270., 271. sz. Negyvennyolcz előtti irodalmi viszonyaink), a Vasárnapi Ujságban (1896. 8. sz. Ferencz Ferdinand főherczeg Egyiptomban).

## Munkái
- Szabadelvű sajtót! Esztergom, 1879. (Névtelenül.).
- Rumy Károly György élete. Irodalomtört. tanulmány. Bpest, 1880. (Ism. Esztergom és Vidéke 93. sz. P. Hirlap 320. sz. Ungarische Revue).
- Rajzok és elbeszélések. Uo. 1882.
- Vallásos költészetünk. Irodalomtörténeti tanulmány. Esztergom, 1884. (Az esztergomi reáliskola Értesítőjéből. Ism. Koszorú.).
- Berzsenyi Dániel életrajza. Egyetemi díjjal jutalmazott mű. Pozsony, 1884. (M. Helikon 39.)
- Salamon és Markalf. Salamon királynak a Dávid király fiának Markalffal való tréfa beszédeinek rövid könyve. A legrégibb magyar kiadás után közli ... Esztergom, 1885. Mulattató Zsebkönyvtár 30.)
- Esztergom, Történeti emlékkönyv. Uo. 1887.
- A kirepült galamb. Regény. Ugyanott, 1887.
- Katholikus költők. Irodalomtörténeti anthologia. Uo. 1889. (Ism. Kath. Szemle, M. Állam 207. sz., M. Sion, M. Szemle, Egyházi Közlöny 17., 18. sz. Zalai Közlöny 24., 25. sz.)
- A szerelem örvényei. Regény. Ugyanott, 1899. (Ism. M. Szemle.)
- Elkésett apostol. Regény. Ugyanott, 1890. (Ism. Ország-Világ 4-ik szám.)
- Kortörténeti könyvtár. (Kortársaink. Kortársak. Korrajzok.) Bpest, 1894-96. arczképekkel. 1. XIII. Leo, németül és tótul is megjelent, 2. I. Ferencz József, 3., 4. Kossuth Lajos, ism. Vasárn. Ujság 1894. 22. sz., 5-7. Jókai Mór, 8-11. 1895. Vaszary Kolos, 12-14. Vadnai Károly, ism. M. Hirlap 1895. 102. sz. 15-17. Beöthy Zsolt, 18., 19. 1896. E. Kovács Gyula, ism. M. Genius 1895. 48. szám, 20., 21. Kneip Sebestyén, 22. Fejérváry Géza).
- Egyiptom művészete. Uo. 1898. (Egyetemes művészettörténet 1. Ism. Egyetértés 124., Vasárnapi Ujság 19. sz.)
- Magyar tanárok Egyptomban. Uo. 1899.

Szerkesztette az Esztergom és Vidékét 1878. június 1-től 1892-ig; a mulattató Zsebkönyvtárt 1881-től 1888-ig, ötven füzetet Esztergomban; az Esztergom felszabadulása a török rabságból 1683. okt. 28. kétszázados évfordulója emlékére 1883. okt. 27. díszkiadású emlékkönyvet Esztergomban.

## Álnevei
Aucun, Gaston, Omre és Klio (tárcák alatt).